# Gabon Kopa
La Gabon Kopa es una competición de waterpolo celebrada en la localidad de Lejona (Vizcaya) España desde el año 1990.
Lo organiza el Club Askartza y se celebrará en las instalaciones del colegio de Askartza Claret.

## Palmarés
| Año  | Campeón                                                             |
| ---- | ------------------------------------------------------------------- |
| 2022 | Vitoria Gimaraes (Portugal) (masc.) San Bruno Burdeos (fem.)        |
| 2021 | (masc.) (fem.)                                                      |
| 2020 | (masc.) (fem.)                                                      |
| 2019 | Club Natació Sant Andreu (masc.) Club Natació Sant Andreu (fem.)    |
| 2018 | Reims (masc.) Leioa IT (fem.)                                       |
| 2017 | CN Rubí (masc.) CN Moscardo (fem.)                                  |
| 2016 | Leioa IT (fem.) Club Askartza (masc.)                               |
| 2015 | CE Mediterrani                                                      |
| 2014 | Club Deportivo Waterpolo 9802 (fem.) Club Natació Barcelona (masc.) |
| 2013 | Club Deportivo Waterpolo 9802 (fem.) Waterpolo Navarra (masc.)      |
| 2012 | CN Sant Feliu (Cataluña) (fem.) Askartza Leioa (masc.)              |
| 2011 | Centro Natación Helios (Aragón)                                     |
| 2010 | CN Manresa (Cataluña)                                               |
| 2009 | Askartza-UPV                                                        |
| 2008 | Club Natación Moscardó                                              |
| 2007 | Askartza-UPV                                                        |
| 2006 | Larraina                                                            |
| 2005 | AVK Olimpia (Eslovenia)                                             |
| 2004 | Larraina                                                            |
| 2003 | Askartza-UPV                                                        |
| 2002 | Croacia-norte (Croacia)                                             |
| 2001 | Askartza-UPV                                                        |
| 2000 | Selección Búlgara                                                   |
| 1999 | U.E. Horta                                                          |
| 1998 | Askartza-UPV                                                        |
| 1997 | Société de natation de Strasbourg (Francia)                         |
| 1996 | Club Natación Moscardó                                              |
| 1995 | Club Natación La Latina                                             |
| 1994 | Montpellier Water-Polo (Francia)                                    |
| 1993 | Lokomotiv (Bulgaria)                                                |
| 1992 | Club Natación La Latina                                             |
| 1991 | Club Natació Poble Nou                                              |
| 1990 | Club Natación Isla (Madrid)                                         |